# Distretto di Murtal
Murtal è un distretto amministrativo dello stato di Stiria, in Austria. Il distretto è stato formato il 1º gennaio 2012 dalla fusione dei precedenti distretti di Judenburg e Knittelfeld.

## Geografia antropica
Il distretto è suddiviso in 20 comuni, di cui 4 con status di città e 7 con diritto di mercato.

### Città
- Judenburg
- Knittelfeld
- Spielberg
- Zeltweg

### Comuni mercato
- Kobenz
- Obdach
- Pölstal
- Pöls-Oberkurzheim
- Seckau
- Unzmarkt-Frauenburg
- Weißkirchen in Steiermark

### Comuni
- Fohnsdorf
- Gaal
- Hohentauern
- Lobmingtal
- Pusterwald
- Sankt Georgen ob Judenburg
- Sankt Marein-Feistritz
- Sankt Margarethen bei Knittelfeld
- Sankt Peter ob Judenburg